# Провулок Антоніни Смереки
Прову́лок Антоні́ни Смере́ки — провулок у Святошинському районі міста Києва, місцевість Ґалаґани. Пролягає від вулиці Рене Декарта до Чистяківської вулиці. Прилучається провулок Анатолія Базилевича.

## Історія
Провулок виник в середині XX століття під назвою Нова вулиця. З 1955 року мав назву на честь російського механіка, винахідника Івана Кулібіна.
2023 року перейменовано на честь української акторки Антоніни Смереки.